# Formicarius rufifrons
Il tordo formichiero fronterossiccia o formicario fronterossiccia (Formicarius rufifrons Blake, 1957) è un uccello passeriforme della famiglia Formicariidae.

## Etimologia
Il nome scientifico della specie, rufifrons, deriva dal latino e significa "dalla fronte rossa", in riferimento alla livrea di questi uccelli: il loro nome comune altro non è che la traduzione di quello scientifico.

## Descrizione

### Dimensioni
Misura 18 cm di lunghezza, per 54-57 g di peso: caso raro fra i passeriformi, a parità d'età le femmine sono lievemente più grosse e pesanti rispetto ai maschi, specialmente nelle prime fasi dell'età adulta.

### Aspetto
Si tratta di uccelletti dall'aspetto massiccio e paffuto, muniti di testa di forma ovale e allungata munita di becco lungo, sottile e appuntito, collo corto e sottile, ali arrotondate, coda corta e squadrata e zampe allungate e robuste: nel complesso, questi uccelli ricordano molto l'affine formicario caporossiccio, rispetto al quale presentano colorazione più scura e (come intuibile dal nome comune) minore estensione della colorazione cefalica.
Il piumaggio si presenta di color caffè su vertice, nuca, dorso, fianchi, ali e coda, mentre faccia, petto e ventre sono di colore nero-bluastro, che si scurisce ulteriormente sul sottocoda: il codione mostra vaghe sfumature di colore bruno-ruggine, mentre la fronte (come intuibile sia dal nome comune che dal nome scientifico) è di colore bruno-ramato.
Il becco è di colore nero, mentre le zampe sono di color carnicino-violaceo: gli occhi sono di colore bruno scuro.

## Biologia
Si tratta di uccelli dalle abitudini di vita diurne e tendenzialmente solitarie, che passano gran parte della giornata al suolo alla ricerca di cibo, delimitando un proprio territorio.
I richiami del tordo formichiero fronterossiccia sono costituiti da serie di una decina di corti fischi, coi primi due discendenti seguiti da due in crescendo e i seguenti di nuovo lentamente discendenti, ripetute più volte a distanza di 14-16 secondi le une dalle altre. 

### Alimentazione
Questo uccello presenta dieta insettivora, cibandosi di una varietà di insetti (formiche, ortotteri, lepidotteri, curculionidi ed altri coleotteri) ed altri invertebrati (Porcellini di terra, lumache, ragni etc.): il cibo viene reperito principalmente al suolo, frugando col becco fra la vegetazione e i detriti.

### Riproduzione
Le uniche informazioni riguardo a questi uccelli si riferiscono a un esemplare in amore osservato in settembre: sebbene si ignori ogni altro aspetto di questa fase della vita del tordo formichiero fronterossiccia, si ha motivo di ritenere che essa non differisca significativamente per modalità e tempistica da quanto osservabile nelle specie congeneri.

## Distribuzione e habitat
Il tordo formichiero fronterossiccia è diffuso in Perù, del quale popola la porzione settentrionale dell'area sud-orientale, lungo il corso dell'Urubamba nelle regioni di Madre de Dios e Cusco: popolazioni di questi uccelli sarebbero inoltre presenti nell'alto corso dello Juruá (nel nord-ovest dello stato brasiliano di Acre) e nell'estremo ovest del dipartimento di Pando, nel nord-est della Bolivia.
Si ritiene che questi uccelli siano perlopiù sedentari: soprattutto i maschi, tuttavia, sembrerebbero mostrare un certo potenziale di dispersione.
L'habitat di questi uccelli è rappresentato dalle aree paludose, dalla foresta ripariale e dalle aree connesse di foresta alluvionale, con predilezione per quelle zone con denso sottobosco a prevalenza di Heliconia.